# 大里村 (静岡県)
大里村（おおざとむら）は静岡県の中部、有渡郡・安倍郡に属していた村である。現在の静岡市駿河区中心部の西側、安倍川河口の左岸にあたる。

## 地理
- 川：安倍川

## 歴史
- 1889年（明治22年）4月1日 - 町村制の施行により、高松三ヶ村、川辺村、西島村、中田村、安倍川村、中野新田、中村、石田村［大部分］、西脇村、馬淵村、下島村、中島村、稲川村、見瀬村、中原村、弥勒町が合併して有渡郡大里村が発足。
- 1896年（明治29年）4月1日 - 郡制の施行により、所属郡が安倍郡に変更。
- 1929年（昭和4年）3月1日 - 静岡市に編入。同日大里村廃止。
- 2005年（平成17年）4月1日 - 静岡市が政令指定都市に移行し、旧村域は駿河区（一部は葵区）となる。

## 経済

### 産業
企業
- 静岡屠場（屠殺業）[1][2]

農業
『大日本篤農家名鑑』によれば、大里村の篤農家は石垣、石上、梅原、辻村、小澤、長岡、宮川、佐藤、大長、水村、亀山、梅原、杉山、石川、杉本姓の人物がいた。